# En kärleksvisa

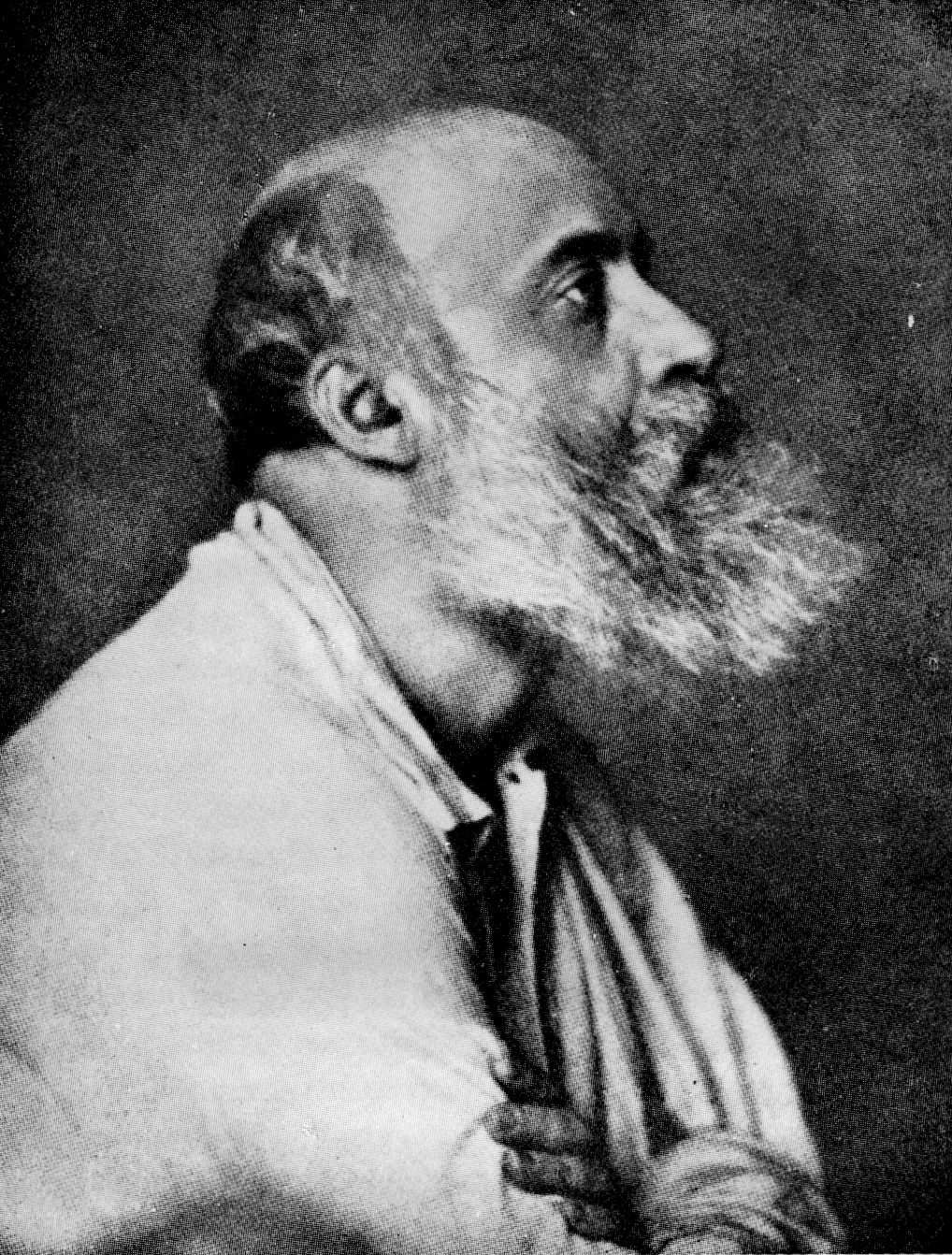

En kärleksvisa är en dikt av Gustaf Fröding. Den ingår i diktsamlingen Gralstänk som publicerades år 1898. Dikten består av två strofer där varje strof består av fyra rader. Dikten är kort och består endast av 46 ord.
Diktens innehåll handlar om kärlek. Den kan anspela till verkligheten, då dikten innehåller självbiografiska inslag som kan kopplas till Gustaf Frödings liv.

## Handling och budskap
Dikten innehåller en relativ entydig tolkning som har sin grund om att inte ge upp hoppet om kärleken. Då Gustaf Frödings barndom präglades av mycket sorg satte det sina spår senare i kärlekslivet. Gustaf Fröding drömde om att finna kärleken. I den första strofen beskrivs det att diktjaget Gustaf Fröding köpt kärlek för pengar, detta eftersom han inte fick uppleva kärlek mer än under korta stunder. Trots att han inte själv fått älska villkorslöst så beskrivs dikten ändå som något positivt, då exempelvis raden " sjung vackert, I skorrande strängar, sjung vackert om kärlek ändå". Johan Cullberg har skrivit Gustav Fröding och kärleken där han utifrån brev, artiklar, dikter, vetenskapliga rapporter och sjukhusdiagnoser försökt fastställa hur den olyckliga kärleken Gustaf brottades med påverkade diktskrivandet.  Slutsatsen som Cullberg kommer fram till är att diktskrivandet blev ett sätt för Gustaf att avreagera, uttrycka samt förmedla känslor. I de sista raderna i dikten "för den, som ur Eden förbannats, är Eden ett Eden ändå" sker det en dramatisk vändning av dikten. Dikten bidrar till hopp om att det alltid finns möjligheter till förlåtelse och att motbevisa sina misstag.

## Figurer
Den enda figuren som beskrivs som en ensam individ i dikten syftar på författaren själv Gustaf Fröding.  Läsaren får dock aldrig med säkerhet veta namn eller utseende på individen. Det framgår istället känslor och egenskaper kring individen som att det exempelvis beskrivs att individen försöker se ur en positiv synvinkel trots att ett misstag begåtts. Detta är tecken på starka egenskaper, men även en symbol för ett erkännande.

## Språk och stil
Berättarperspektivet är förstapersonsperspektivet där det uttrycks både känslor och kommentarer från berättarjaget.    
Gustaf Fröding var oerhört kreativ i sitt skrivande och han utnyttjade en rad olika tekniker för på att ett mångsidigt sätt framföra hans åsikter samt uppfattningar. Tekniken symbolism brukades flitigt, då det i många av hans dikter går att urskilja symboler. I dikten En kärleksvisa är Eden en symbol för kärlek, men grundar sig även på den kristna tron där Edens trädgård var det himmelrike där de första människorna Eva och Adam levde. Språket i dikten är väldigt enkelt och formellt trots att dikten skrevs för över 100 år sedan. Dikten är en bunden vers och innehåller rim på varannan rad genom hela versen. Exempel på rim är strängar som rimmar på pengar och förbannats som rimmar på besannats.  Dikten innefattar olika slags tekniker där olika litteraturtermer kan användas för att beskriva meningsbyggnad och rytm. Ett exempel på en anafor i texten är "sjung vackert, I skorrande strängar, sjung vackert om kärlek ändå" där ordet sjung upprepas i början av raden. En paradox är en motsägelse därför är även "sjung vackert, I skorrande strängar" ett exempel på en paradox. Meningen är dock även ett utmärkt exempel på en metafor. En liknelse i dikten är "Den drömmen, som aldrig besannats. 
Titeln har en direkt koppling till diktens innehåll, då budskapet och temat grundar sig på kärlek.